# Camburg

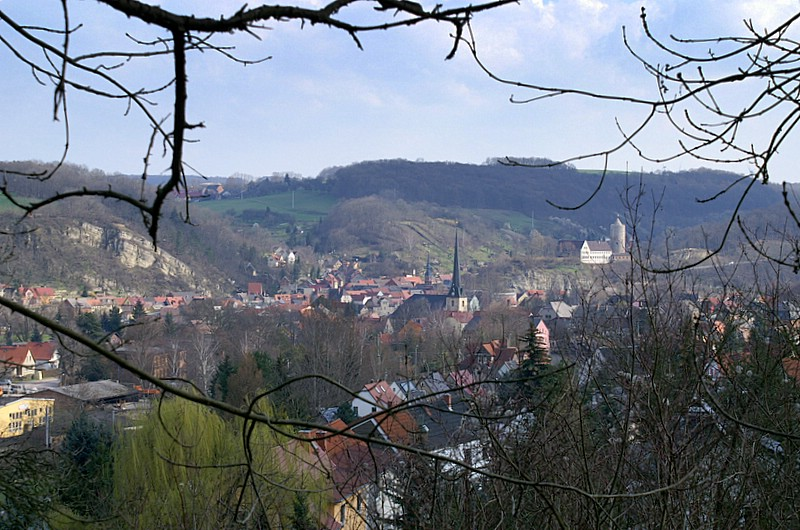
Camburg

Camburg este un oraș din landul Turingia, Germania.